# Zyxomma obtusum
Zyxomma obtusum là loài chuồn chuồn trong họ Libellulidae. Loài này được Albarda mô tả khoa học đầu tiên năm 1881.